# Jászladány
Jászladány je obec v Maďarsku v okrese Jászapáti, v župě Jász-Nagykun-Szolnok.
Má rozlohu 92,73 km² a v roce 2013 zde žilo 5642 obyvatel.

## Historie
Archeologické nálezy dokládají osídlení oblasti v eneolitu a době římské. Podle historika Fodora Ference pochází první zmínka o vsi z roku 1067. Jiné zdroje uvádějí až rok 1399, kdy byla ves zmiňována pod jménem Ladán. V roce 1550 jako Jász Ladán, v roce 1567 jako Jaz Ladán, v roce 1828 jako Ladány. Pod jménem Jászladány je obec uváděna od roku 1910.
V roce 1736 zde byl postaven kamenný kostel. František I. Rakouský udělil obci roku 1828 statut města, nicméně v roce 1878 se Jászladány staly opět vesnicí.

## Složení obyvatelstva
V roce 2001 tvořilo obec 89% obyvatel Maďarů a 11% obyvatel Romů.